# Військовий обман

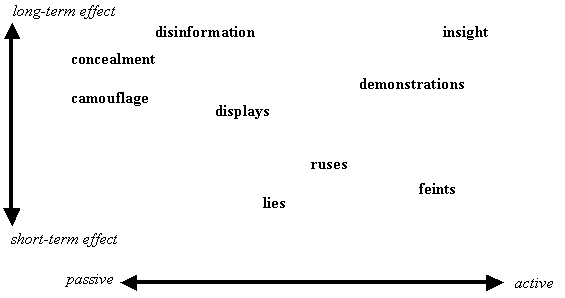
До спектру типів обману, належить: дезінформація, скритність, маскування, демонстративні та відволікальні дії.

Військовий обман — це заходи, спрямовані на отримання певної переваги під час ведення бойових дій, вводячи в оману осіб, які приймають рішення та змушуючи противника вживати або не вживати певні дії, а це створює сприятливі умови для підрозділу, що здійснює обман. Зазвичай це досягається створенням або посиленням штучного туману війни, за допомогою психологічних операцій, інформаційної війни, візуального обману чи інших методів. Як і дезінформація, військовий обман частково збігається з психологічною війною. Військовий обман також тісно пов'язаний з операційною безпекою (OPSEC), оскільки під час якої вживаються заходи, щоб приховати від противника критично важливу інформацію про спроможності, діяльність, обмеження та наміри військового формування або надати правдоподібне пояснення того, що може спостерігати противник, тоді як під час обману розкривається неправдива інформація, щоб ввести противника в оману.
Військовий обман має довгу історію. В стародавньому китайському військовому трактаті «Мистецтво війни», наголошується на важливості обману в тому, як в меншості перемогти переважаючого противника. Приклади військового обману можна знайти в Стародавньому Єгипті, Греції, і Римі, в Середньовіччі, в епосі Відродження та в колоніальному періоді Європи. Обман використовувався під час Першої світової війни та став ще більш популярним під час Другої світової війни. У наш час армії кількох країн розвинули тактику, способи та процедури обману в повноцінні доктрини.

## Визначення
Багато стандартних військових заходів можна вважати оманливими, але не обманом. Наприклад, підрозділ може переміститись до району збору, щоб завершити перегруповування та відпрацювання перед виконанням завдання. Звичною тактикою обману є маскування транспортних засобів, озброєння та особового складу в районі збору, щоб заплутати противника. Військовий обман є складнішим, ніж прості оманливі заходи. Підрозділ цілеспрямовано планує та виконує певні дії, які можуть змусити противника, який приймає рішення, вжити заходи, які завдадуть йому шкоди, а це буде корисним для сторони, яка використовує обман. 

## Типи

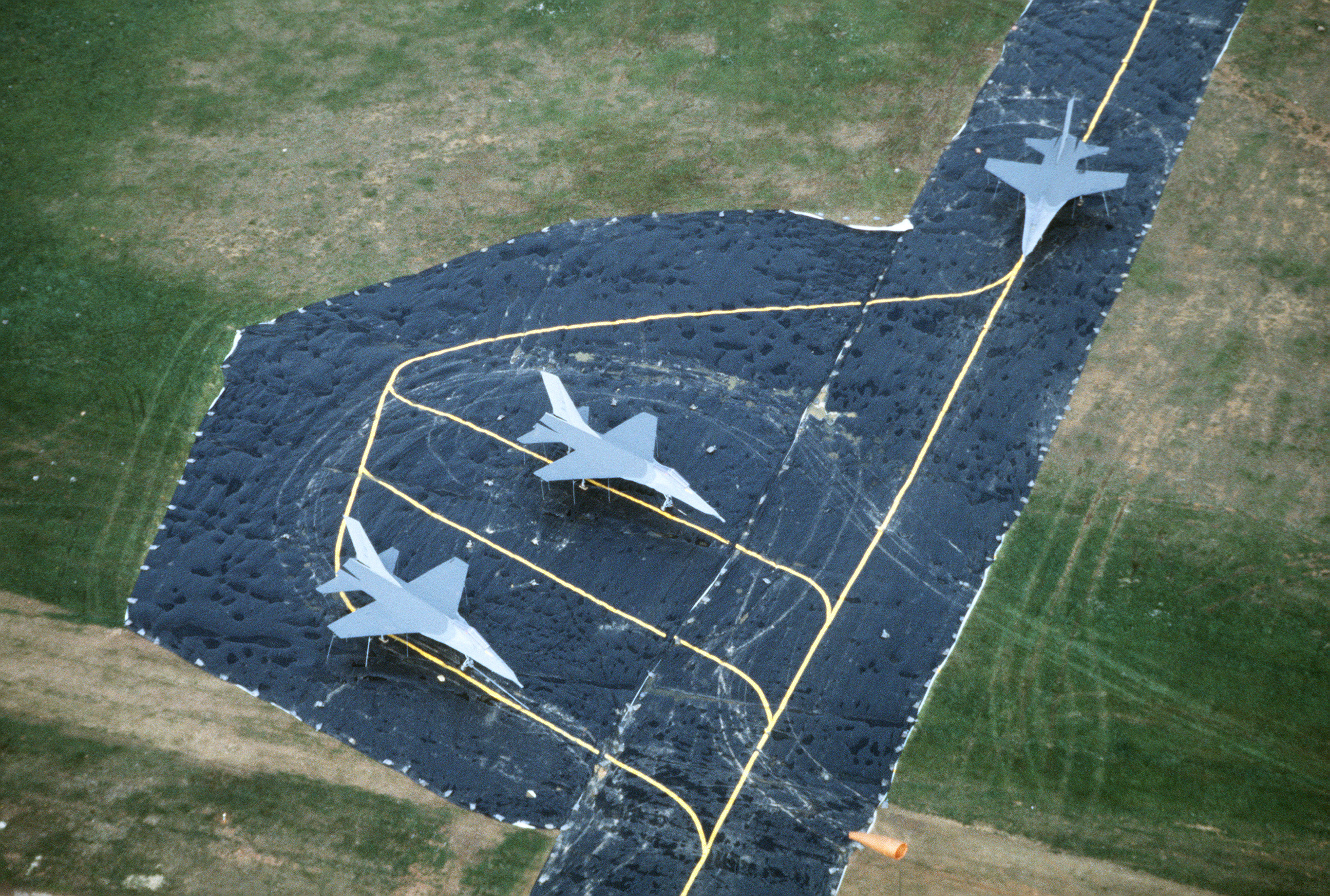
Муляж авіабази та макет літака

Обман може бути реалізовано шляхом збільшення або зменшення того, як противник розуміє оперативне середовище. Обман, що ґрунтується на неоднозначності, спрямований на те, щоб посіяти плутанину у свідомості противника, який приймає рішення, представляючи кілька можливих варіантів дій. Оскільки противник не знає, що є правдою, його реагування сповільнюється або повністю зупиняється, а це дає значну перевагу протилежній стороні. За такого обману противника переконують в тому, що певний варіант дій є правильним, але насправді це не так. У результаті противник неправильно розподіляє час, особовий склад або ресурси, що дозволяє отримати перевагу над ним.
Операція «Бадігард» під час Другої світової війни може трактуватись як обман, що ґрунтується на збільшеній неоднозначності, яка з часом стає менш неоднозначною. Першочерговою метою було збільшити сум'яття серед німецьких планувальників і командирів, реалізовуючи можливості вторгнення союзників до Па-де-Кале та Нормандії у Франції, а також до Балкан, півдня Франції та Норвегії. Зрештою, цей обман додав впевненості німецькій стороні, змусивши її зробити висновок, що Па-де-Кале була справжнім місцем для вторгнення. Коли союзники атакували Нормандію, вони зробили це несподівано.
Одним із найпростіших видів обману є створення хибних цілей, які можуть бути макетами бойової техніки або інфраструктури. Такий візуальний обман відомий щонайменше з Першої світової, набув найбільшого розмаху в виконанні британського Директорату камуфляжу під час Північноафриканської кампанії Другої світової, але вже 1943 почав витіснятись дезінформаційними кампаніями, за. Після Другої світової, з активним розвитком фото- та відеоапаратури, тепловізорів та іншої електроніки, цей вид обману став складнішим для виконання, але застосовується й досі, наприклад, у російському вторгненні в Україну обидві сторони активно застосовують муляжі техніки.

## Тактика

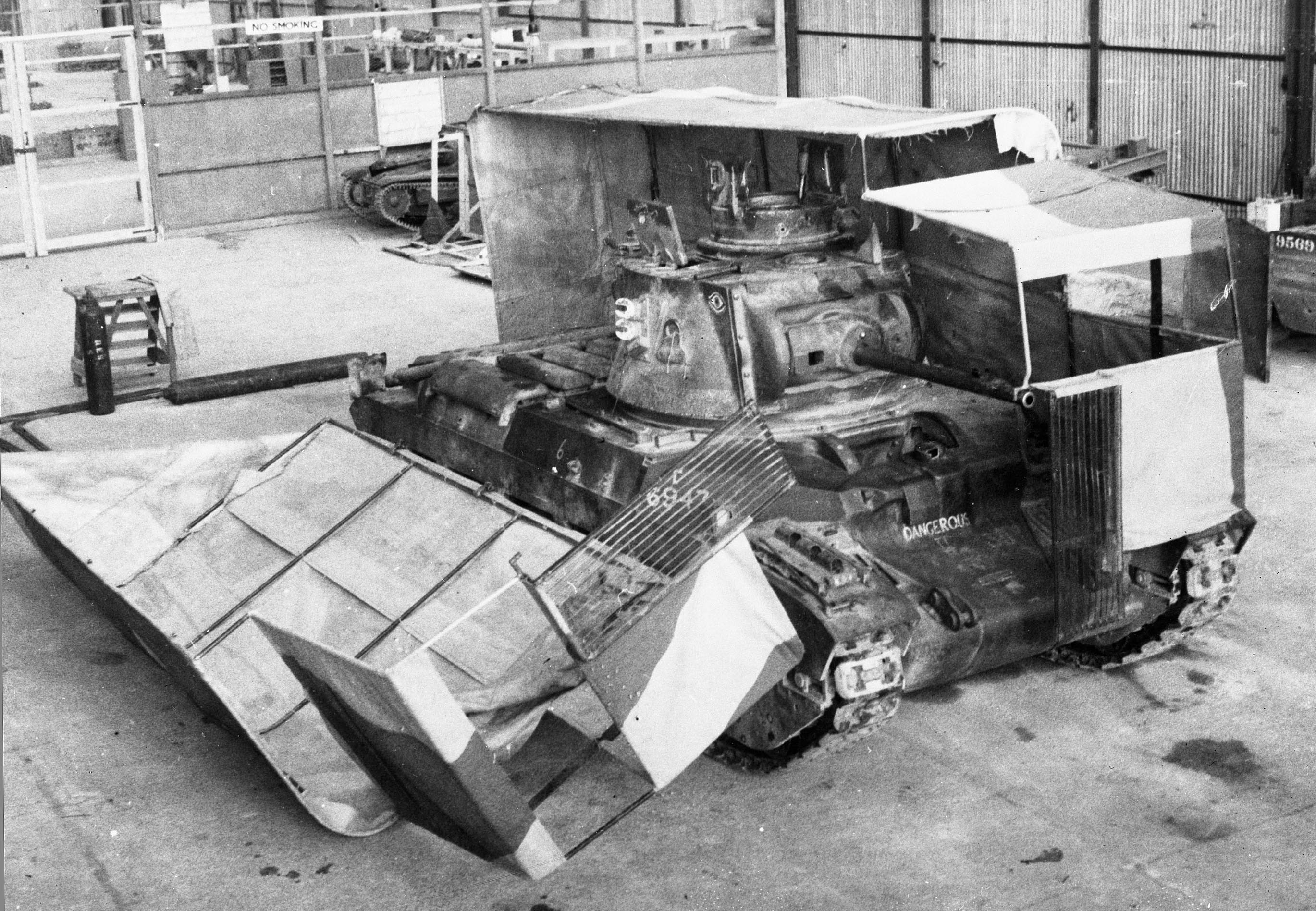
Британські «сонцезахисні щити» використовувалися як відбивачі під час Другої світової війни

Військовий обман може бути реалізованим на тактичному, оперативному та стратегічному рівнях війни. До п'яти основних тактик входить: 
Відволікання увагиВикористання відволікальних ударів, демонстративних дій або інших хитрощів, щоб відвернути увагу противника від основного удару, спонукаючи його зосередити свої ресурси в такий час і в такому місці, які є невигідними для противника.
Приклад: у ніч із 17 на 18 серпня 1943 року Королівські ВПС провели операцію «Гідра», бомбардуючи дослідницький ракетний центр в Пенемюнде, німецькому місті на Балтійському морі. Протягом певного часу британці змушували німців очікувати та відповідати на атаки на Берлін, відправляючи бомбардувальники de Havilland Mosquito тим самим маршрутом до міста. Коли британці виконували операцію «Гідра», німці вважали, що вісім «Москітів», що летіли до Берліна, були авангардом ще однієї атаки на ту саму ціль. В результаті цього відволікального маневру німці направили більшість своїх винищувачів до Берліну, що дало британцям перевагу в Пенемюнде.
Відволікальний ударНаступальна дія, що передбачає безпосереднє зіткнення із противником, вводячи його в оману щодо місця та/або часу основного удару. Відволікальний удар змушує противника зосередити сили та засоби в неправильний час і в неправильному місці. Серія таких ударів спонукає противника реагувати в різних місцях, змушуючи його знизити пильність або неефективно відповідати на головний удар. 
Приклад: у травні 1940 року група «B» армії нацистської Німеччини напала на Нідерланди та Бельгію. Водночас група «A» вторглася до Франції, наступаючи через Арденни на місто Седан. Атака групи Б була відволікальним ударом, спрямованою на те, щоб замаскувати головний удар Німеччини від британських і французьких командирів.
Демонстративні дії
Демонстрація сили подібна до відволікального удару, але при цьому фактичне зіткнення з противником відсутнє. Демонстративні дії проводяться, щоб противник неправильно визначив час і місце головного удару, що дасть протилежній стороні перевагу, змушуючи противника неправильно розподіляти ресурси, переміщатися до невигідного місця, або взагалі не здійснювати переміщення.
Приклад: під час кампанії на півострові в ході Громадянської війни в США командир Армії Союзу Джордж Макклеллан вважав, що він зіткнувся з сильнішими, ніж це було насправді, силами Конфедерації під командуванням Джона Магрудера. Він підсилював це хибне сприйняття численними демонстративними діями, а саме показуючи своїх солдатів там, де їх могли би бачити спостерігачі Армії Союзу та приховуючи їх повернення до початкової точки, а потім знову показуючи їх в полі зору спостерігачів Макклеллана. В результаті цього він дійшов до хибного висновку, що противник чисельно переважає і вирішив відступити.
Військова хитрістьНавмисне надання противнику неправдивої інформації, що змушує його зробити неправильний висновок про наміри та спроможності. Хитрість — це військовий обман, що є складовою більшого плану з введення противника в оману.
Приклад: створення вигаданого майора Вільяма Мартіна («Людина, якої ніколи не було») — британського офіцера, який писав важливі плани битв для Другої світової війни. У рамках операції «Мінсміт», яка мала на меті приховати місце запланованого вторгнення союзників до Сицилії. Союзники хотіли, щоб нацисти отримали фальшиві документи, які вказували на заплановане вторгнення союзників до Греції та на Балкани, а це призвело до неправильного розподілення сил та засобів.
Імітація діяльностіСтатичне зображення певних дій, військ, озброєння та техніки. Воно призначене для того, щоб ввести в оману противника щодо візуального спостереження, змусивши його повірити, що підрозділи знаходяться в місці, відмінному від того, де вони фактично знаходяться, і в те що вони ніби мають певні спроможності, або що вони ніби не мають певних спроможностей.
Приклад: Союзники використовували муляжі танків під час операції «Бертрам» і надувні макети в ході операції «Бадігард» під час Другої світової війни, щоб ввести в оману противника щодо розміру, розташування та цілей Союзників.
Ці базові тактики обману часто використовуються в поєднанні одна з одною як частина більшого плану обману.

## Законність
Прихильники Протоколу I (1977) Женевської конвенції погоджуються не вдаватись до віроломства під час ведення бойових дій. Віроломна поведінка — це обман, у якому одна сторона обіцяє діяти добросовісно, але цілеспрямовано порушує цю обіцянку, щоб отримати перевагу. Прикладом цього є випадок, коли одна сторона підіймає прапор про перемир'я, щоб змусити противника вийти на відкриту ділянку місцевості та взяти його у полон, а потім відкриває вогонь по незахищеному противнику. Іншим прикладом є неправомірне використання захищених знаків і символів, таких як червоний хрест, півмісяць і кристал, щоб приховати зброю та боєприпаси, видаючи їх за медичні засоби.

## Найвідоміші операції
Нижче наведено перелік найвідоміших обманних операцій:
- «Бертрам» (1942) — операція, що проводилась британським Директоратом камуфляжу під час Північноафриканської кампанії, стала одним із ключових факторів перемоги над Роммелем у Другій битві за Ель-Аламейн.
- «Барклай», «Мінсміт» (1943) — дезінформаційні й обманні операції, що проводились Союзниками перед висадкою на Сицилії.
- «Бадігард», «Гліммер», «Ейрборн Сігар», «Таксабл», «Титанік», «Фортітьюд», «Цеппелін» (1944) — дезінформаційні й обманні операції, що проводились Союзниками перед висадкою в Нормандії.